# Winthrop M. Crane
Winthrop Murray Crane (ou apenas Murray Crane, 23 de Abril de 1853 - 2 de Outubro de 1920) foi um político e empresário americano. Nascido na família de Dalton, Massachusetts, proprietária da Crane & Co., expandiu a empresa com sucesso durante a década de 1880, depois de garantir um contrato exclusivo do governo para fornecer o papel para a moeda dos Estados Unidos (um monopólio que a empresa continua detendo). Durante a década de 1890, tornou-se cada vez mais ativo na política do Partido Republicano e foi por 20 anos uma figura dominante na política de Massachusetts. Exerceu várias vezes no Comitê Nacional Republicano e foi eleito Vice-Governador de Massachusetts em 1896 até 1899 e Governador de Massachusetts em 1900 até 1903. Em 1904, foi nomeado por seu sucessor John L. Bates para ocupar uma vaga no Senado dos Estados Unidos, que ocupou até 1913.
Crane foi assessor dos Presidentes Theodore Roosevelt e William Howard Taft e exerceu como mentor político de Calvin Coolidge. Seu sucesso em neutralizar uma greve dos Teamsters enquanto o governador levou Roosevelt a contratá-lo como negociador para resolver a Greve do Carvão de 1902. Recusou várias ofertas para cargos no Governo e era conhecido por não gostar de fazer campanhas e discursar. Era altamente respeitado e popular no oeste de Massachusetts.

## Primeiros anos e negócios
Winthrop Murray Crane nasceu em Dalton, Massachusetts, filho de Zenas Marshall Crane e Louise Fanny Laflin. Seu pai era dono da Crane Paper Company, uma força econômica dominante na pequena comunidade e uma grande produtora de produtos de papel. Crane entrou no negócio da família em 1870 e, ao lado de seu irmão Zenas, Jr., presidiu um período de crescimento significativo da empresa. Em 1872, Crane garantiu um contrato importante para o fornecimento de papel de embrulho à Winchester Repeating Arms Company, e seguiu-o em 1879, com um contrato exclusivo de papel para o Federal Reserve Notes, a moeda dos Estados Unidos. A Crane Company continua a ser o único fornecedor de papel-moeda ao governo federal hoje. A empresa continuou um crescimento significativo nas décadas de 1880 e 1890. Crane expandiu seus interesses comerciais e acumulou uma fortuna significativa investindo na Otis Elevator Company e na American Telephone and Telegraph Company.
Em 1880, Crane casou-se com Mary Benner, que morreu em 1884, dando à luz a seu único filho, Winthrop Murray Crane, Jr. Em 1906, Crane casou-se com Josephine Porter Boardman, 20 anos mais nova, de uma família politicamente influente. Tiveram três filhos: Stephen, Bruce e a poetisa Louise Crane.

## Governador
A ascensão de Crane na política começou em 1892, quando foi convidado a participar da Convenção Nacional Republicana como um delegado pelo "Young Republican Club", um grupo de Republicanos de Massachusetts, organizado em 1888, que passaria a dominar o sistema e cenário político do estado. Após a convenção, foi eleito presidente do partido do estado. Embora fosse do oeste de Massachusetts, era visto pela liderança oriental do partido como uma opção "segura" e moderada, que seria bom em arrecadar fundos. Crane, embora fosse politicamente conservador, era perito em lidar e negociar as diferenças entre as alas do partido, e recusou-se a tornar-se profundamente consolidado na ala progressista ou conservadora. Também era conhecido como um político um pouco calado, que não fazia discursos durante a campanha e não é registrado como tendo feito discursos nas salas dos órgãos legislativos em que exerceu.
Em 1896, foi eleito Vice-Governador de Massachusetts, exercendo sob a Governança de outro Jovem Republicano, Roger Wolcott. O cargo foi então visto como um trampolim para o cargo superior, e Crane concorreu ao cargo de Governador quando Wolcott optou por não concorrer em 1899. Obteve uma vitória confortável contra uma oposição Democrata desorganizada e foi reeleito nos próximos dois anos por grandes margens. O mandato de Crane como governador foi marcado pelo conservadorismo fiscal, gestão empresarial e relativamente pouca reforma. Era considerado favoravelmente até pelos Democratas, e sua liderança foi caracterizada como apartidária. Acabou com sucesso uma greve dos Teamsters em 1902 e também foi convocado pelo Presidente Theodore Roosevelt para intermediar a Greve de Carvão de 1902, que ameaçava o suprimento de carvão de inverno do estado. Vetou a autorização legislativa de uma fusão entre a Boston Elevated Railway e a West End Street Railway, em parte porque não continha uma cláusula pedindo um referendo pelas populações afetadas. No entanto, assinou uma legislação que autorizava o arrendamento da Ferrovia Fitchburg à Ferrovia Boston e Maine, e da Ferrovia Boston e Albany à Ferrovia Central de Nova York. Crane era um dos principais acionistas da Central de Nova York. Mais tarde, usaria sua influência política como Senador dos EUA para ajudar a garantir a aprovação do estado de uma fusão de Boston e Maine com a Ferrovia Nova York, New Haven e Hartford.
Crane estava hospedando o Presidente Roosevelt em Pittsfield no dia 3 de Setembro de 1902, quando um bonde em alta velocidade colidiu com a carruagem ao ar livre que levava Roosevelt. O acidente matou o agente do serviço secreto do presidente, William Craig.

## Senador
Crane foi nomeado no dia 12 de Outubro de 1904 pelo Governador John L. Bates para continuar o mandato no Senado dos EUA do falecido George F. Hoar. Foi então eleito em uma eleição especial de 18 de Janeiro de 1905 para terminar o mandato. Foi reeleito em 1907 e exerceu até 1913.
Como Senador, Crane era famoso por sua falta de declarações públicas e manobras nos bastidores. Chauncey Depew, outro Senador, escreveu sobre Crane que "nunca fez um discurso. Não me lembro que fez uma ação. No entanto, foi o membro mais influente desse órgão". Calvin Coolidge observou que "sua influência era muito grande, mas era de natureza intangível". Também era conhecido por frequentemente escolher passividade em vez de ação em muitos assuntos, com uma resposta comum a pedidos de aconselhamento sendo "Não faça nada". Era um oponente da reciprocidade (tarifas reduzidas) com o Canadá e o Domínio de Terra Nova, trabalhando para diluir as disposições de um tratado proposto.
Nas eleições presidenciais de 1908, Crane expressou apoio antecipado a William Howard Taft, mas depois opôs-se a ele, acreditando que era um candidato fraco. Isso colocou-o em oposição ao colega Senador Henry Cabot Lodge, com cada um liderando sua ala do partido do estado em uma luta pelo controle da delegação estadual na convenção nacional. Crane preferiu deixar os delegados sem instrução formal sobre como deveriam votar, enquanto Lodge preferia que fossem obrigados a comprometer-se com Taft. Crane projetou as forças anti-Taft no controle, convencendo Lodge a apoiar a independência dos delegados em troca da colocação do ex-Governador John Davis Long, um apoiante do Taft, como um delegado honorário. Apesar de sua falta de apoio a Taft, Crane tornou-se um dos assessores mais próximos de Taft após assumir o cargo e trabalhou para garantir a reeleição de Lodge em 1911.
Crane também atuou em um acordo secreto que negou ao Democrata William L. Douglas um segundo mandato como governador. Douglas, proprietário de um negócio bem-sucedido de fabricação de calçados, venceu as eleições em 1904 com apoio trabalhista e amplo reconhecimento de nome devido a suas atividades de marketing. De acordo com Charles S. Hamlin, Douglas pode ter sido forçado a essa situação pela descoberta dos Republicanos de que aparentemente havia adquirido de forma fraudulenta uma dispensa honrosa após desertar durante a Guerra Civil. O Quid pro quo por essas informações não serem reveladas, supostamente criadas por Crane e Lodge, era que Douglas não concorreria novamente.
Nas eleições gerais de 1912, nas quais o Partido Republicano foi divergido pela deserção de Roosevelt, fatores conservadores do Partido Republicano dominaram a bancada da legislatura estadual. Isso resultou na eleição no início de 1913 do ultraconservador John W. Weeks sobre Crane para o cargo no Senado.